# Megophrys dringi
Espèce
Synonymes
- Xenophrys dringi (Inger, Stuebing & Tan, 1995)

Statut de conservation UICN

 LC  : Préoccupation mineure
Megophrys dringi est une espèce d'amphibiens de la famille des Megophryidae.

## Répartition
Cette espèce est endémique de l'État de Sarawak en Malaisie orientale. Elle se rencontre à environ 1 800 m d'altitude dans le parc national du Gunung Mulu,.

## Étymologie
Cette espèce est nommée en l'honneur de Julian Christopher Mark Dring.

## Publication originale
- Inger, Stuebing & Tan, 1995 : New species and new records of anurans from Borneo. Raffles Bulletin of Zoology, vol. 43, p. 115-131 (texte intégral).